# Копанки (Изюмский район)
Копанки (укр. Копанки) — село,
Малокамышевахский сельский совет,
Изюмский район,
Харьковская область, Украина.
Код КОАТУУ — 6322887004. Население по переписи 2024 года составляет 2 (1/1 м/ж) человек.

## Географическое положение
Село Копанки находится на расстоянии в 4 км от сёл Петрополье, Дмитровка, Малая Камышеваха.
По селу протекает пересыхающий ручей с запрудой.

## История
- 1922 — дата основания.

## Экономика
- Овце-товарная ферма.